# Amblysominae
Amblysominae is een onderfamilie van de goudmollen (Chrysochloridae). De onderfamilie werd voor het eerst beschreven door Alberto Simonetta in 1957.

## Taxonomie
De onderfamilie telt tien soorten binnen vier geslachten:
- Geslacht Amblysomus
  - Amblysomus corriae Thomas, 1905
  - Amblysomus hottentotus (Smith, 1829) (Kopermol)
  - Amblysomus marleyi Roberts, 1931
  - Amblysomus robustus Bronner, 2000
  - Amblysomus septentrionalis Roberts, 1913
- Geslacht Calcochloris
  - Calcochloris obtusirostris (Peters, 1851)
- Geslacht Huetia
  - Huetia leucorhina (Huet, 1885)
  - Huetia tytonis (Simonetta, 1968) (Somalische goudmol)
- Geslacht Neamblysomus
  - Neamblysomus gunningi (Broom, 1908)
  - Neamblysomus julianae (Meester, 1972) (Juliana's kopermol)